# Danaea trifolia
Danaea trifolia là một loài dương xỉ trong họ Marattiaceae. Loài này được Rchb. ex Kunze mô tả khoa học đầu tiên.
Danh pháp khoa học của loài này chưa được làm sáng tỏ. 